# Uffikon
Uffikon (toponimo tedesco) è una frazione di 680 abitanti del comune svizzero di Dagmersellen, nel distretto di Willisau (Canton Lucerna).

## Geografia fisica
Uffikon si trova nella Hürntal.

## Storia

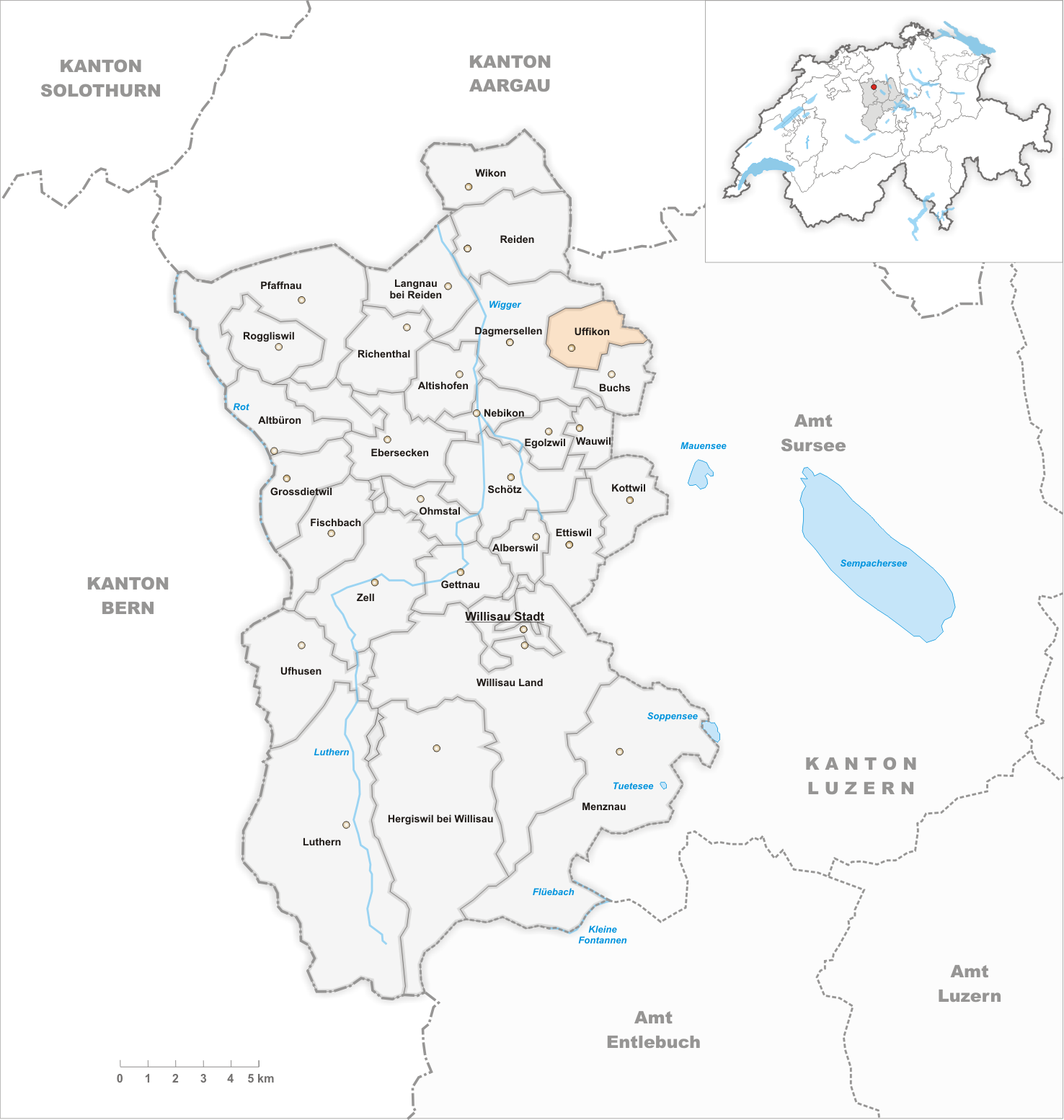
Il territorio del comune di Uffikon prima degli accorpamenti comunali del 2006

Già comune autonomo che si estendeva per 5,23 km², il 1º gennaio 2006 è stato accorpato a quello di Dagmersellen assieme all'altro comune soppresso di Buchs.

## Monumenti e luoghi d'interesse
- Chiesa cattolica di San Giacomo Maggiore, eretta nel 1870-1872[1].

## Società

### Evoluzione demografica
L'evoluzione demografica è riportata nella seguente tabella:
Abitanti censiti

## Economia
L'economia locale si basa prevalentemente sull'agricoltura e sul pendolarismo in uscita verso Sursee.